# Послідовне Перетворення XML
Послідовне перетворення XML (англ. Streaming Transformations for XML, STX) — мова перетворення XML, призначена для високошвидкісного перетворення XML-документів з малими витратами пам'яті. Є альтернативним відносно XSLT способом перетворення XML-документів.